# 大崎剛彦
大崎 剛彦（おおさき よしひこ、1939年2月27日 - 2015年4月28日）は、日本の競泳選手。1960年ローマオリンピック200m平泳ぎ銀メダリスト・400mメドレーリレー銅メダリスト。

## 人物
石川県輪島市出身。石川県立金沢泉丘高等学校、早稲田大学第二商学部卒業。
同大在学時の1960年ローマオリンピック代表に選出され男子200m平泳ぎで銀メダル、男子4×100mメドレーリレーで銅メダルを獲得した。1959年と1960年に日本選手権水泳競技大会男子200m平泳ぎを連覇した。
同大卒業後は倉敷レイヨン（現・クラレ）で活躍。1973年に社会体育開発研究所を設立。
現役引退後もマスターズ水泳選手として泳ぎ続け、国際水泳殿堂（マスターズ部門）入りを果たしたほか、日本マスターズ水泳協会会長（1992年 - 2014年）や日本水泳連盟理事も務めた。
剛彦の父は平泳ぎ選手で戦前の第10回極東選手権競技大会（1934年）の日本代表に選出され、石川県水泳協会副会長を務めた大崎卯藤久、妹は飛込選手で1966年アジア競技大会3m飛板飛込で優勝し、オリンピック3大会連続出場を果たした大崎恵子、夫人はメルボルンオリンピック及びローマオリンピックの日本代表選手：佐藤喜子で、娘は幻のモスクワオリンピック代表であった大崎芳栄と、大崎家は水泳一家でもあった。
2015年4月28日、大阪府吹田市の大阪大学附属病院にて間質性肺炎のため死去。76歳没。没後、日本政府より従六位に追叙された。

## 賞詞
- 国際水泳殿堂（マスターズ部門貢献者）[11]
- 旭日双光章（2013年）[12]
- 従六位（2015年）[10]